# S-Bahnhof

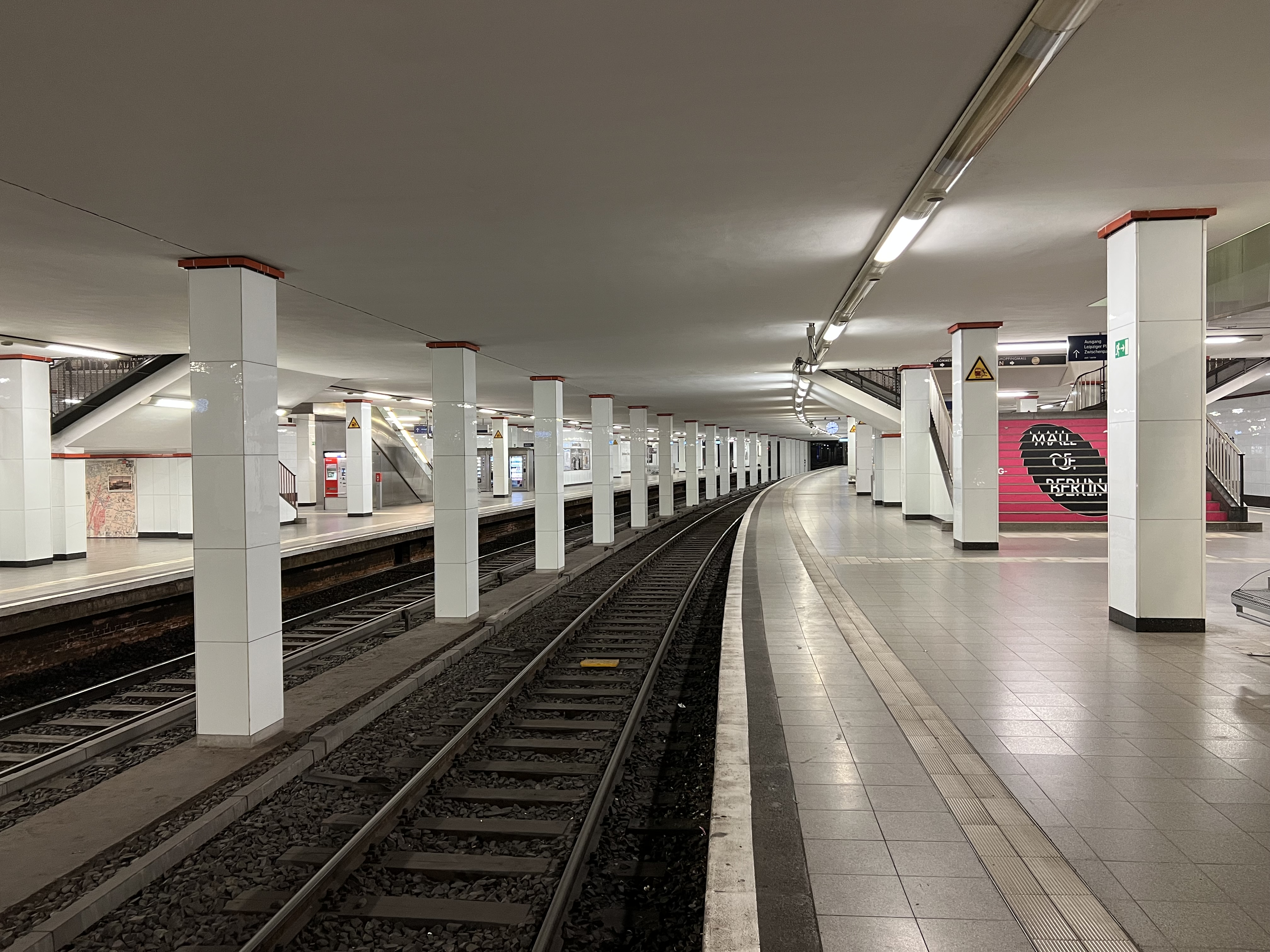
Unterirdischer Berliner S-Bahnhof Potsdamer Platz

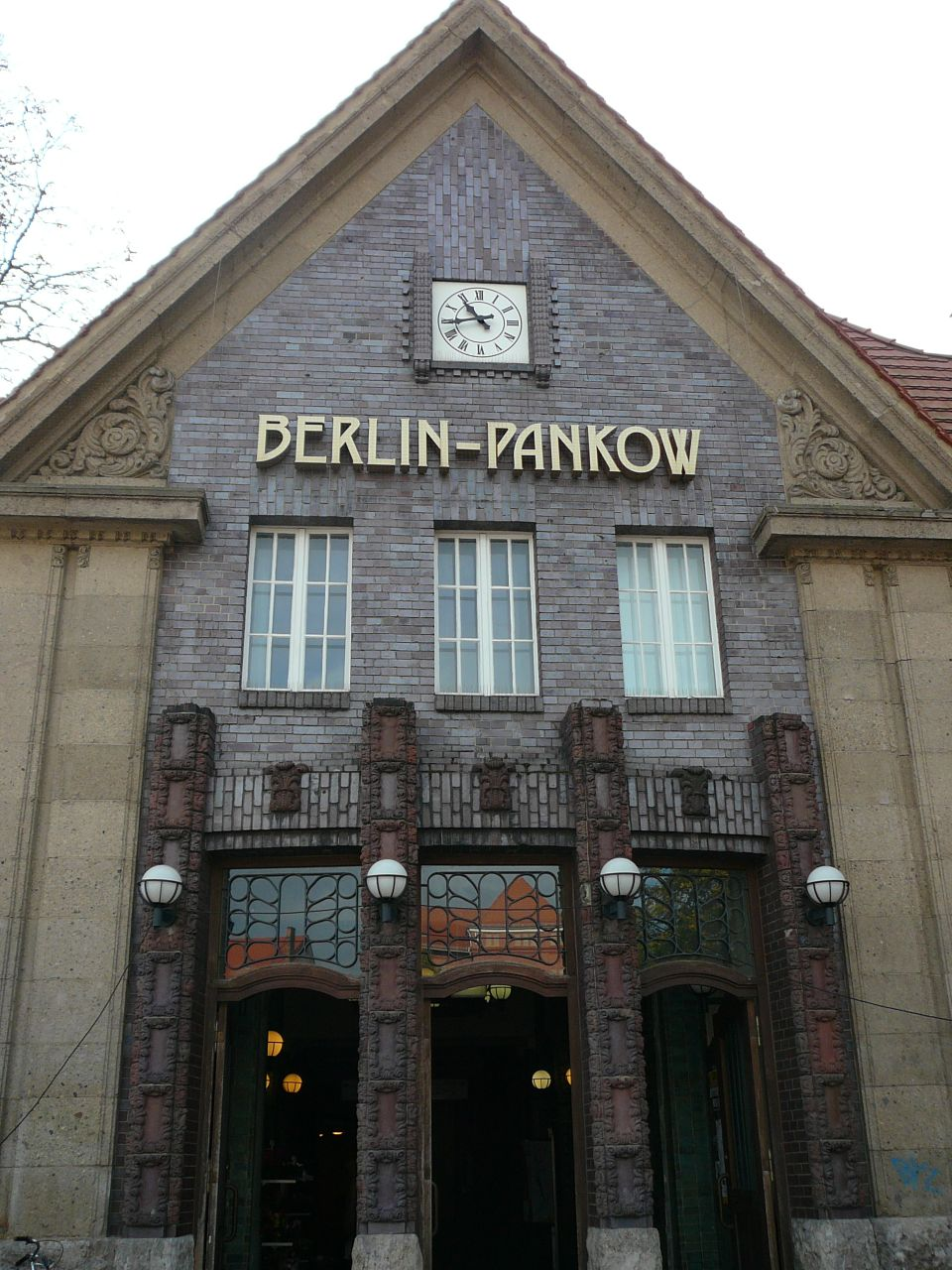
Empfangsgebäude des 1880 als Bahnhof Pankow-Schönhausen eröffneten Berliner S-Bahnhofs Pankow

Als S-Bahnhof (abgekürzt S-Bf, teilweise auch S-Bhf) werden im deutschsprachigen Raum Bahnhöfe von S-Bahnen bezeichnet. Vielfach wird die Bedeutung und Verwendung des Begriffs auch auf S-Bahn-Haltepunkte ausgedehnt, so dass – fachsprachlich unpräzise – alle Zugangsstellen einer S-Bahn-Linie als S-Bahnhöfe bezeichnet werden.

## Kategorisierung
Da S-Bahnen oft innerstädtische Gebiete mit dem Umland verbinden, lassen sich S-Bahnhöfe in städtische Bahnhöfe und solche im Umland unterscheiden.
Während der Abstand zwischen den S-Bahnhöfen bzw. S-Bahn-Haltepunkten im Innenstadtbereich oft gering ist, ist dieser im außerstädtischen Bereich meist deutlich größer.
Mitunter liegen S-Bahnhöfe im innerstädtischen Bereich im Untergrund oder auf Viadukten vergleichbar mit einer Hochbahn, sodass die S-Bahn hier Gemeinsamkeiten mit U-Bahnen hat. Im Umland von Großstädten liegen S-Bahnhöfe meist an der Oberfläche und dienen zum Teil auch als Umsteigemöglichkeit zum noch weiter in das Umland reichenden Regionalverkehr.

## Verknüpfung mit anderen Verkehrsträgern
S-Bahn-Stationen bieten häufig Umsteigemöglichkeiten zum Busverkehr sowie (falls vorhanden) zu Straßenbahn und/oder U-Bahn bzw. Stadtbahn. Insbesondere bei suburban gelegenen S-Bahn-Stationen besteht oft ein Park and Ride Angebot. Bikeshare-Systeme sind ebenfalls oft in unmittelbarer Nähe von S-Bahn-Stationen im urbanen Raum vorhanden. Wo die S-Bahn der Bündelung von Verkehren dient gibt es teilweise Busbahnhöfe an S-Bahn-Stationen. Um Parallelverkehr zu vermeiden, besteht hierbei meist ein gebrochener Verkehr – die Busse enden an der S-Bahn-Station und zur Weiterreise in die Kernstadt muss umgestiegen werden.
An wichtigen Knotenpunkten besteht auch Übergang zum Fernverkehr. Oftmals ist der S-Bahnhof dabei Teil eines Turmbahnhofs (z. B. Berlin Hauptbahnhof, München Hauptbahnhof, Stuttgart Hauptbahnhof, Frankfurt Hauptbahnhof) oder S-Bahnen halten in einem Flügelbahnhof getrennt vom übrigen Verkehr (z. B. Dresden Hauptbahnhof). Die Bauform des Turmbahnhofs ist dabei oft Konsequenz eines historisch gewachsenen Kopfbahnhofs, welcher für die S-Bahn um unterirdische Durchgangsgleise ergänzt wurde.

## Geschichte
Während S-Bahnhöfe, die im 19. Jahrhundert und zu Beginn des 20. Jahrhunderts eröffnet wurden, meist ähnliche Merkmale aufwiesen wie klassische Bahnhöfe, zum Beispiel ein Empfangsgebäude, wurden sie später oft ihrem Zweck angepasst und bestehen nur noch aus (teilweise) überdachten Bahnsteigen und deren Zugängen. Im 21. Jahrhundert kamen neue S-Bahnhöfe sowohl als Neubau an Bestandsstrecken hinzu (oftmals korrekterweise nur Haltepunkte, siehe oben) oder aber auch als Bahnhöfe an Neubaustrecken. S-Bahn-Strecken sind dabei die größte Kategorie von Eisenbahnneubaustrecken in Deutschland seit 1949, welche nicht zugleich Schnellfahrstrecken sind. Es kommt aber auch – wie zum Beispiel bei der S5 der S-Bahn Nürnberg – zur Nutzung von Schnellfahrstrecken durch S-Bahnen.